# كايل كابلان
كايل كابلان (بالإنجليزية: Kyle Kaplan)‏ هو ممثل أمريكي، ولد في 16 يوليو 1990 بلوس أنجلوس في الولايات المتحدة.

## أعمال

### مسلسلات
- 10 أشياء أكرهها بشأنك

## وصلات خارجية
- كايل كابلان على موقع IMDb (الإنجليزية)
- كايل كابلان على موقع ألو سيني (الفرنسية)
- كايل كابلان على موقع ميوزك برينز (الإنجليزية)
- كايل كابلان على موقع قاعدة بيانات الفيلم (الإنجليزية)
- كايل كابلان على موقع كينوبويسك (الروسية)